# شناروپ-تومبی
شناروپ-تومبی (به آلمانی: Schnarup-Thumby) یک شهر در آلمان است که در اشلسویگ-فلنسبورگ واقع شده‌است. شناروپ-تومبی ۶۰۷ نفر جمعیت دارد.